# 55 Pegasi
55 Pegasi, som är stjärnans Flamsteed-beteckning, är en ensam stjärna belägen i den södra delen av stjärnbilden Pegasus. Den har en genomsnittlig skenbar magnitud på ca 4,51 och är svagt synlig för blotta ögat där ljusföroreningar ej förekommer. Baserat på parallax enligt Gaia Data Release 2 på ca 10,8 mas, beräknas den befinna sig på ett avstånd på ca 302 ljusår (ca 93 parsek) från solen. Den rör sig närmare solen med en heliocentrisk radialhastighet av ca –5,3 km/s.

## Egenskaper
55 Pegasi är en orange till röd jättestjärna av spektralklass M1 IIIab som förbrukat förrådet av väte i dess kärna, befinner sig på asymptotiska jättegrenen och utvecklas bort från huvudserien. Den har en massa som är ca 1,6 solmassor, en radie som är ca 46 solradier och utsänder ca 483 gånger mera energi än solen från dess fotosfär vid en effektiv temperatur på ca 4 000 K.
55 Pegasi är en misstänkt variabel, som varierar mellan visuell magnitud +4,50 och 4,56 utan någon fastställd periodicitet.